# Caryophyllia aspera
Espèce
Statut CITES
Caryophyllia aspera est une espèce de coraux appartenant à la famille des Caryophylliidae.